# Versikel

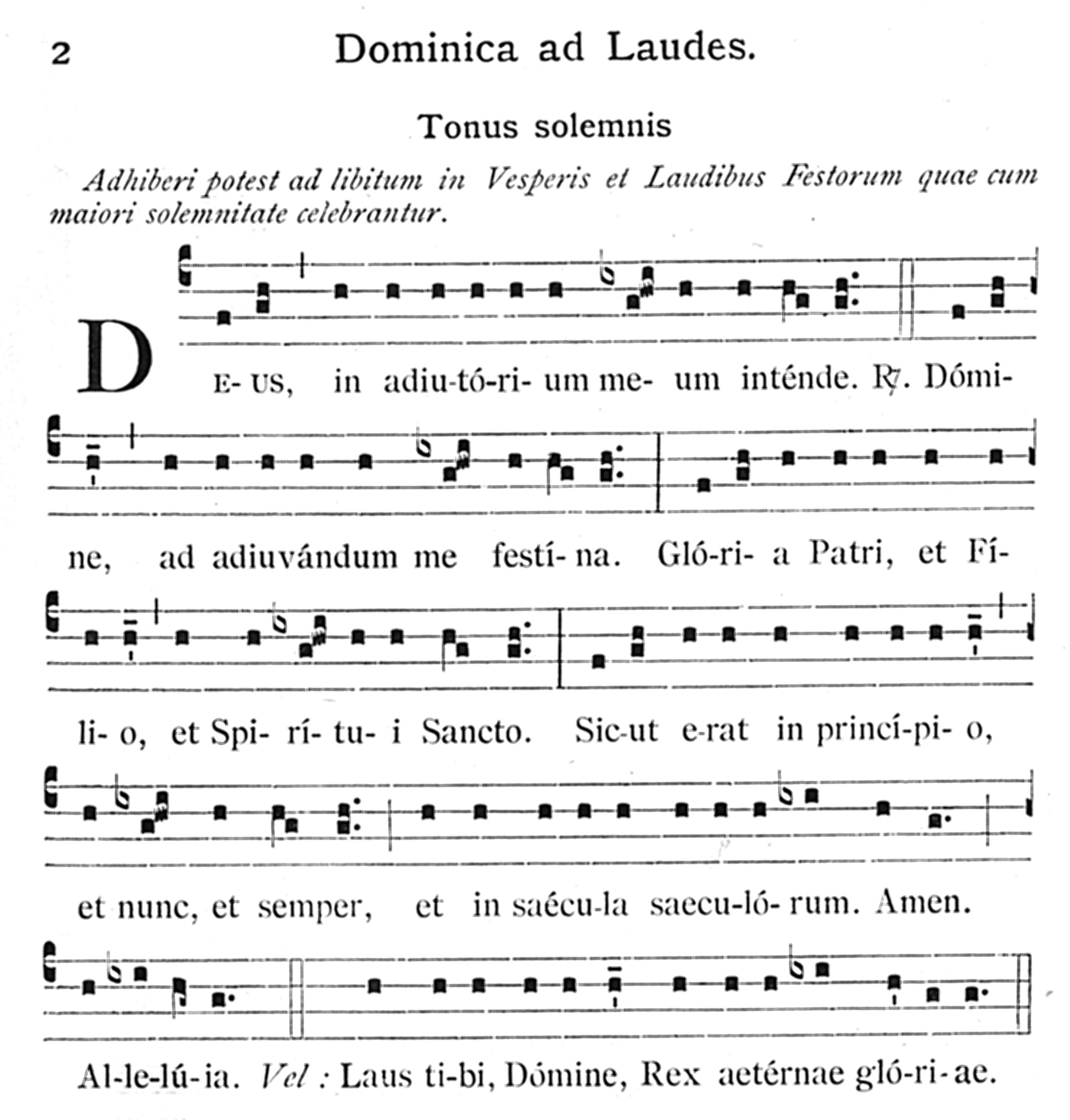
Eröffnungsversikel und Doxologie des Stundengebets (feierliche Singweise, gregorianisch)

Der Versikel (von lateinisch versiculus = kurzer Vers) ist ein kurzer zwei- oder vierzeiliger Ruf, der in der christlichen Liturgie im Wechsel zwischen Zelebrant oder Vorsänger und Gemeinde gesungen oder gesprochen wird. Es handelt sich meist um einen zweigeteilten Psalmvers.
Im Stundengebet eröffnet ein Versikel die einzelnen Horen zusammen mit einer Doxologie. In der Lesehore leitet er über vom Psalmgebet zu den Lesungen, in den kleinen Horen ist er die Antwort auf das Kapitel. Im Chorgebet eines Klosters trägt der Hebdomadar den ersten Teil des Versikels vor, der Konvent oder die Gemeinde antworten.
Versikel gehören auch zum Ritus verschiedener Segnungen und Weihen. Der bischöfliche Segen wird durch einen Versikel eingeleitet, beim sakramentalen Segen leitet ein Versikel über vom Gesang des Tantum ergo zur Oration. Auch bei Litaneien oder dem Gebet Der Engel des Herrn steht vor der Oration ein Versikel. Der Versikel wird rezitativ auf einem Ton mit einfacher Kadenz gesungen.

## Beispiele
In den liturgischen Büchern wird zur Kennzeichnung der Texte des Vorbeters meist ein spezielles Symbol (℣; U+2123) verwendet. Die Antwort auf den Versikel (das Responsum) wird mit dem Symbol ℟ (U+211F) gekennzeichnet.
Aus der Osterliturgie:
℣ Haec est dies, quam fecit Dominus. Halleluja.
℟ Exsultemus, et laetemur in ea. Halleluja.
℣ Dies ist der Tag, den der Herr gemacht hat. Halleluja.
℟ Lasst uns frohlocken und seiner uns freuen. Halleluja. (Psalm 118,24 )
Versikel vor dem Invitatorium:
℣ Domine, labia mea aperies.
℟ Et os meum annuntiabit laudem tuam.
℣ Herr, öffne meine Lippen.
℟ Damit mein Mund Dein Lob verkünde. (Psalm 51,17 )
Versikel vor einer Hore, die nicht die erste des Tages ist:
℣ Deus, in adiutorium meum intende.
℟ Domine, ad adiuvandum me festina.
℣ O Gott, komm mir zu Hilfe.
℟ Herr, eile mir zu helfen. (Psalm 70,2 )

Versikel Sit nomen Domini benedictum beim bischöflichen Segen (gregorianisch)

Versikel vor dem bischöflichen Segen:
℣ Sit nomen Domini benedictum.
℟ Ex hoc nunc et usque in saeculum.
℣ Adiutorium nostrum in nomine Domini.
℟ Qui fecit caelum et terram.
℣ Der Name des Herrn sei gepriesen.
℟ Von nun an bis in Ewigkeit.
℣ Unsere Hilfe ist im Namen des Herrn.
℟ Der Himmel und Erde erschaffen hat.
Versikel beim sakramentalen Segen:
℣ Panem de caelo praestitisti eis.
℟ Omne delectamentum in se habentem.
℣ Brot vom Himmel hast du ihnen gegeben.
℟ Das alle Erquickung in sich birgt. (Weish 16,20 )
Versikel bei der Lauretanischen Litanei und dem Angelusgebet:
℣ Ora pro nobis sancta Dei Genitrix,
℟ ut digni efficiamur promissionibus Christi.
℣ Bitte für uns, o heilige Gottesgebärerin,
℟ auf dass wir würdig werden der Verheißungen Christi.